# Himenópteros
Himenópteros (Hymenoptera) são uma das maiores ordens viventes de insetos (assim delimitando os insetos himenópteros), compreendendo os grupos de insetos entendidos pelos leigos como as vespas, as abelhas e as formigas, além de diversos outros insetos menos populares (p.ex. as inúmeras vespas parasitoides de diferentes tamanhos, bem menos comuns de serem vistos). Mais especificamente, incluem aqueles insetos conhecidos como abelhas, zangões, cabas, marimbondos, mamangavas, cavalos-do-cão, formigas-feiticeiras, oncinhas, formigas saúvas, dentre muitos outros nomes populares. O nome da ordem Hymenoptera deriva do grego hymen para finas, membranosas e ptera, para asas, aludindo ao fato de quase todas espécies apresentarem dois pares de delicadas asas membranosas e transparentes, em que o primeiro par é sempre maior do que o posterior. Lembrando que, no entanto, existem muitos casos de himenópteros sem asas, como as operárias das formigas e as fêmeas das vespas "oncinhas" da família Mutillidae.
Estima-se que esta ordem de insetos abrangeria atualmente cerca de 155 000 espécies descritas mundialmente, sendo que alguns autores estimam que possam existir mais de 250 000 ou até mesmo milhões de espécies ainda não descritas, principalmente dentre a diversidade pouco estudada de pequenas vespas da Região Neotropical. Estão atualmente descritas cerca de 25 mil espécies descritas para a  Região Neotropical , onde a fauna brasileira inclui perto de 11 mil espécies descritas; alguns especialistas estimam-se que podem existir, ainda por descrever, cerca de 60 mil espécies no Brasil, a maioria de vespas parasitoides de tamanho diminuto.
São insetos que apresentam desenvolvimento com metamorfose completa (i.e. são holometábolos), que desta forma apresentam os estágios de desenvolvimento passando por ovo (ou embrião), larva, pupa e adulto. A maioria das espécies alimenta-se ou de partes vegetais (tais como folhas, madeira ou pólen) ou de outros animais invertebrados, durante seu desenvolvimento larval. Em geral, os adultos tomam apenas líquidos açucarados para sustentar as atividades de voo e forrageio.
O grupo apresenta enorme diversidade de formas, tamanhos, cores e hábitos de vida. Por exemplo, ao passo que as menores vespas da família Trichogrammatidae medem bem abaixo de 1 mm de comprimento, e as maiores vespas das famílias Pompilidae e Scoliidae passam dos 6 cm de comprimento. Os extremos de tamanho documentados incluem o macho da vespa parasitoide Dicopomorpha echmepterygis que mede pouco mais de 0.1 mm, contrastando com Megascolia procer que pode alcançar quase 7 cm de comprimento. A maioria das espécies de himenópteros alimentam-se de outros invertebrados, seja como predadores ou parasitóides, mas as linhagens mais primitivas geralmente alimentam-se de plantas (fitófagas), principalmente enquanto larvas em desenvolvimento. Algumas linhagens modernas retomaram a fitofagia, a exemplo das abelhas que alimentam-se de nectar e pólen.

## Morfologia

### Adultos
Corpo: O padrão geral de divisão do corpo nos Hymenoptera segue a tagmose típica dos insetos, isto é, apresentam o corpo dividido em três regiões bem distintas chamadas de cabeça, tórax e abdômen (os ditos tagmas). No entanto, mesmo nas linhagens mais basais, há uma tendência de incorporação de segmentos abdominais ao tórax, de forma que estas divisões acabam sendo chamadas por outros nomes. Mais detalhadamente, o primeiro segmento abdominal intimamente aderido ao último segmento torácico (metaposnoto), levando a uma união pouco clara entre o final do tórax e o início do abdômen, sendo a constrição aparente entre estas partes do corpo deslocada para a divisão com o segmento abdominal II. Nas linhagens mais derivadas (ou mais recentes) dentro da subordem Apocrita, forma-se uma evidente "cintura de vespa", devido ao estreitamento pronunciado entre esses dois segmentos abdominais; nestes, forma-se um novo tagma aparente formado pela incorporação do tergo I abdominal ao tórax, em que este último recebe o nome de propodeo, e o restante do abdomen, agora pedunculado, passa a se chamar de gáster. Desta forma, sedimentou-se a utilização dos termos "mesossoma" para o aparente tagma intermediário formado pelo tórax + propodeo do corpo dos Apocrita, e "metassoma" para o abdômen ausente do segmento I incluindo o pedúnculo formado pelo estreitamento e o gáster. Esta sugestão de assim denominar, respectivamente, o tórax aparente e o abdômen aparente do corpo dos himenópteros data desde meados dos anos 40.
Com relação aos apêndices locomotores, os insetos himenópteros costumam apresentar dois pares de finas asas membranosas, em que as anteriores são bem maiores do que as posteriores, geralmente também estas asas anteriores apresentando venação desenvolvida característica da família. Valendo sempre mencionar que existem grupos de insetos himenopteros que perderam evolutivamente as asas, como as operárias de formigas (Formicidae) e as fêmeas de algumas famílias de vespas, tais como Mutillidae e Dryinidae. Os himenopteros normalmente apresentam pernas bem definidas que usam para se locomover agilmente quando estão no solo, geralmente com 5 tarsômeros, com a exceção de alguns grupos de pequenas vespas, tais como de Trichogrammatidae.
Cabeça: A região localizada na parte anterior ou frontal da cabeça, denominada tecnicamente de face, é constituída de duas áreas extensas delimitadas por placas: o clípeo e a fronte. A fronte se estende desde o limite superior do clípeo até o vértice, que é a parte superior da cabeça de onde normalmente partem os alvéolos antenais. Em alguns grupos, como no caso dos Apidae, esta região entre o clípeo e os alvéolos antenais é marcada por um par de linhas divisóreas: as suturas subantenais. Também na fronte, acima dos alvéolos antenais, normalmente encontram-se depressões alongadas que recebem as antenas em repouso: os escrobos antenais, que variam bastante de tamanho e morfologia dentre os diferentes grupos de himenópteros. Quase todas espécies apresentam olhos compostos bem desenvolvidos, que apresentam-se circundados por uma margem denominada de órbita; as exceções ocorrem em alguns Aculeata, como as fêmeas ápteras das famílias Tiphiidae e Bethylidae, podendo também os olhos estarem bem reduzidos ou completamente ausentes nas operárias de alguns gêneros de formigas (Formicidae). A maioria das espécies de insetos himenopteros apresenta ainda 3 ocelos (olhos simples, que não formam imagens) localizados sobre o vértice da cabeça. as antenas costumam ser bem desenvolvidas e relativamente longas, sendo bastante móveis, geralmente com o segmento mais basal (o escapo) sendo um pouco mais fino e longo do que os demais. A área abaixo do olho composto e acima da base da mandíbula, chamada área malar, também varia bastante em comprimento a depender do tamanho dos olhos e do grau de desenvolvimento das mandíbulas. Atrás da cabeça, há uma área separando o occipício do vértice (na fronte) e da gena (nas laterais), chamada de carena occipital.
Tórax aparente, ou Mesossoma: Este tagma contém os apêndices locomotores (asas e pernas) destes insetos, de maneira que a forma dos diferentes segmentos é ajustada ao grau de desenvolvimento destas estruturas, principalmente da musculatura associada. Assim, a estruturação do mesossoma traz muitos caracteres usados na sistemática e filogenia dos himenópteros . O primeiro segmento do tórax, chamado pronoto, é geralmente bastante curto e abaulado como uma corcunda, encobrindo dorsalmente grande parte do mesonoto (segmento mediano do tórax). Este último é o segmento mais bem desenvolvido por servir de apoio para a maior parte da musculatura associada às asas, apresentando suturas que permitem um jogo entre as diferentes subpartes durante a locomoção. Nos grupos mais basais de Hymenoptera, o espiráculo mesotorácico, situado na lateral da área entre o pronoto e a mesopleura, fica ainda exposto. No entanto, nos Orussidae e na maioria das famílias de vespas Apocrita, as margens póstero-laterais do pronoto formam lobos pronotais que encobrem os espiráculos; estes lobos pronotais são particularmente bem desenvolvidos nos Aculeata, principalmente nos Apoidea. Finalmente, o metatórax (parte posterior do tórax) é sempre menor e menos marcado do que o mesotórax, apresentando um par de espiráculos encobertos pela placa lateral posterior do mesotórax (chamada de mesepímero) que são funcionais em todas linhagens basais de vespas "Symphyta" e em alguns grupos de vespas mais recentes,  mas é vestigial ou foi perdido em diversas outras.  Este segmento final é normalmente associado ao primeiro segmento abdominal, que leva o nome de propódeo nos himenópteros Aculeata, vide mais abaixo. A base das asas nos Hymenoptera é recoberta pela tégula, que é um pequeno esclerito lateral em formato de cúpula. 
As pernas subdividem-se em cinco partes essenciais: uma coxa basal, um trocânter curto, um fêmur alongado, uma tíbia longa e fina, e um tarso subdividido em 5 tarsômeros e um pretarso apical. Alguns autores consideram uma subdivisão do trocânter (chamado de trocantelo) como um segmento à parte, por ser mais articulado nos grandes grupos de vespas "Symphyta" e "Parasitica". As diferentes linhagens apresentam estruturas que permitem diagnose de grupos e famílias, tais como o padrão de espinhos e esporões, particularmente os apicais e subapicais das tíbias; também são comuns adaptações nos tarsos, como pentes que são usados para limpeza.  
Abdômen aparente, ou Metassoma: Anatomicamente, costuma apresentar-se com 10 segmentos, mas nem sempre muitos destes estão visíveis (exceção: dez segmentos são bem visíveis em vespas da superfamília Tenthredinoidea). É comum haverem mais segmentos visíveis (sete a oito) nos machos do que nas fêmeas (normalmente com seis visíveis) de uma mesma espécie, mas há grande variação; por exemplo, alguns grupos de vespas parasitoides apresentam quatro ou menos segmentos aparentes. Sendo assim, principalmente devido à fusão de diferentes placas do exoesqueleto (tecnicamente chamadas de "tergitos"), as diferentes linhagens de himenópteros apresentam extensas modificações nesta região. De uma forma geral, há uma associação do primeiro tergo ao metaposnoto, uma ausência do primeiro esterno, e uma forte fusão da pleura ao tergo correspondente, formando uma  placa única com espiráculos laterais. Nos Apocrita, o primeiro segmento do metassoma é normalmente bastante estreito, articulando-se como um pecíolo entre o mesossoma e o restante do metassoma. Este pecíolo varia muito em formato, podendo ser cônico, tubular, anelar (ou seja, estreito e curto) ou nodular (mais largo no meio e afinando nas extremidades). Em muitos himenópteros da divisão Aculeata, como nas formigas (Formicidae), aplica-se o termo gáster para referir-se ao restante do metassoma excluindo-se o pecíolo. Como as fusões e reduções de segmentos metassomais são recorrentes em himenópteros, a contagem dos segmentos deve ser feita com critérios; por exemplo, em alguns grupos, o último tergito metassomal exposto pode apresentar uma região diferenciada mais desenvolvida, chamada de pigídio. Quando esta região pigidial é delimitada por carenas ou é mais elevada que o restante, é denominada de placa pigidial. Em alguns grupos, como Ichneumonidae, o último esterno metassomal visível é chamado de hipopígio. Nas fêmeas, o último esterno visível do abdômen é o sétimo, sendo os demais reduzidos e membranosos, adaptados para receber o ovipositor (estrutura que aloca os ovos no ambiente). O ovipositor das fêmeas é alongado, em geral cilíndrico, e composto por uma estrutura central, formada pelas valvas do ovipositor (chamadas gonapófises) dos segmentos Vlll (porção ventral) e IX (porção dorsal), que se encontra envolvida a cada lado por uma bainha derivada da porção basal das pernas (chamada de gonocoxito, por vezes encoberto) e a porção apical (chamada de gonóstilo, em geral exposta) do segmento IX. Em vários grupos, como Stephanidae, Ichneumonoidea e Chalcidoidea, o ovipositor pode ser muito longo, por vezes ultrapassando o comprimento do corpo. Este ovipositor longo é usado para a perfuração do hospedeiro, sendo nos Aculeata modificado na forma de um ferrão. Em algumas linhagens, no entanto, o ovipositor pode ficar bem retraído, ou ser tão curto, que chega a não ficar visível.

### Imaturos
Ovo: Os ovos de himenópteros têm um formato característico, sendo geralmente alongados; mas há muita variação entre as diferentes famílias, desde o formato ovóide ao típico alongado e cilíndrico. Em alguns grupos de parasitoides, como em Chalcidoidea, Cynipoidea e Platygastroidea, os ovos podem apresentar um pedicelo. O córion dos ovos é em geral impermeável, fino, flexível e liso, ou seja, sem muita textura na superfície. No entanto, alguns grupos de endoparasitoides põem ovos hidrópicos, ou seja, ovos cujo córion é permeável aos líquidos do hospedeiro. Nas vespas mais basais, incluindo as xilófagas, os ovos são quase sempre postos dentro da planta hospedeira, exceto em alguns gêneros de Argidae e Pergidae, que poem seus ovos sobre as folhas. Nos Apocrita, os ovos são geralmente inseridos dentro do hospedeiro, tanto nos grupos de endoparasitoides como nas espécies que induzem formação de galhas (fitofágas cecidogênicas), mas há também muitos grupos que poem seus ovos sobre o hospedeiro dentre os ectoparasitoides e os predadores. Nestes casos, geralmente a vespa fêmea esconde seus hospedeiros e presas em algum abrigo, como fazem os Ampulicidae e Pompilidae ; uns poucos ectoparasitoides, como alguns gêneros de Ichneumonidae e Crabronidae, executam a postura em hospedeiros expostos.
Larva: No geral, as larvas dos Hymenoptera possuem a cabeça bem definida por se alimentarem ativamente, e têm formato cilíndrico alongado (vermiforme), mas há extensa diversidade morfológica entre as diferentes linhagens, por conta de sua diversidade de hábitos de vida, alimentação e comportamento. Nos grupos mais basais, como em Tenthredinoidea, as larvas lembram as lagartas da ordem Lepidoptera (ou seja, têm formato eruciforme), por possuírem pernas e se alimentarem de partes das plantas hospedeiras. Geralmente, estas larvas são bastante ativas, escuras, e por vezes são tóxicas como forma de defesa . Nas demais linhagens mais modernas de Apocrita, no entanto, as larvas são desprovidas de pernas (ápodes) e possuem a superfície mais clara e frágil, tendendo a se desenvolver de forma bem abrigada e a terem sua alimentação provida pelos himenópteros adultos. Para crescer, as Iarvas também precisar trocar de pele, passando assim por um número variável de mudas, podendo chegar até oito ínstares nas linhagens fitófagas mais basais. Dentre a maioria das espécies, dentro de Apocrita, o número total de ínstares de desenvolvimento larval varia normalmente de três a cinco, mas existem casos extremos, como de um único ínstar em certos Chalcidoidea (Mymaridae e Trichogrammatidae), podendo chegar a oito ínstares em algumas linhagens mais basais. Na maioria das espécies em que todos os ínstares larvais foram descritos, não ocorrem modificações marcantes entre os diferentes ínstares , mas diversos grupos parasíticos apresentam larvas bastante modificadas em alguns ínstares (fenômeno chamado de heteromorfose), especialmente nos casos em que os primeiros ínstares larvais diferem muito do último ínstar. Por exemplo, certos Chalcidoidea (Eucharitidae e Perilampidae) e alguns Ichneumonidae apresentam larvas de primeiro ínstar que movem-se por meio de cerdas grossas na parte ventral do corpo, chamadas planídias.
Existe ainda uma disponibilidade limitada de informações sobre as larvas das diferentes famílias de Hymenoptera, mas que permitem identificação em nível de família, e, em alguns casos, mesmo de gênero. Alguns pesquisadores acreditam que, com descrições suficientemente detalhadas e abrangentes, deveria ser possível identificar mesmo as espécies baseando-se em caracteres larvais. Em geral, faz-se seguinte diagnose usando-se larvas maduras (ou seja, aquelas do último ínstar, antes em empupar) seguindo os caracteres: (1) cápsula cefálica pronunciada e quase sempre completa, algumas vezes com pouca esclerotisação ou pigmentação, raramente retraídas no tórax; (2) mandíbulas sempre presentes, movendo-se no plano horizontal; (3) estemas (ou olhos larvais), quando presentes, consistindo em par de lentes simples; (4) lábios normalmente com glândulas fiandeiras, estas geralmente de abertura horizontal mas exibindo formatos variáveis (quando protuberante, geralmente formando uma abertura transversa ou em projeções pareadas), ou podendo estar ausentes; (5) em geral apresentando 10 pares de espiráculos, embora muitos grupos exibam redução no número de pares ou mesmo aparente ausência (como em algumas larvas de parasitoides); (6) pernas torácicas podendo estar presentes (em vespas basais "Symphyta") ou ausentes (nas vespas Apocrita); (7) pernas abdominais, quando presentes (apenas em algumas vespas basais "Symphyta"), desprovidas de crochetes e em número de 6 a 8 pares. Os grupos fitófagos basais podem apresentar larvas oligopódes ou polípodes, com estema presente e com antenas multiarticuladas, ao passo que as larvas da família Orussidae e em quase todos os Apocrita são ápodas, desprovidas de estema e apresentando antenas reduzidas, no máximo uniarticuladas; sendo que os grupos xilófagos possuem larvas com morfologia intermediária, com pernas torácicas reduzidas, pernas abdominais ausentes, são desprovidas de estemas e apresentam antenas multiarticuladas.
As larvas de Apocrita também diferem daquelas dos grupos mais basais, incluindo Orussidae, por possuírem o intestino médio fechado na porção posterior, sem conexão com o intestino posterior, durante todo o período de alimentação. Apenas após o término da alimentação, próximo à empupação, é que intestino médio conecta-se ao final, permitindo com que a larva elimine toda excreta de alimento não-digerido e os resíduos nitrogenados (no mecônio). Tradicionalmente, a interrupção da conexão entre os intestinos médio e posterior das larvas de Apocrita tem sido explicada como uma adaptação para evitar a contaminação do alimento com as próprias fezes, que surgiu juntamente com a evolução do comportamento parasítico. Outros autores propõem que a interrupção seria uma adaptação à aquisição de uma dieta predominantemente líquida pelos parasitóides, pois permitiria um aumento na eficiência da digestão e assimilação do alimento retirado do hospedeiro. As larvas maduras de muitos grupos de Hymenoptera, antes da empupação, confeccionam um casulo, feito com secreções protéicas (seda) produzidas por glândulas salivares que se abrem em fiandeiras no lábio. Entre os grupos mais basais, a produção de casulos de seda está ausente em Pamphiliidae, Siricidae, Xyphydriidae e Orussidae. Entre os Apocrita, a confecção de casulo está presente na maioria dos Ichneumonoidea e nos Aculeata; no entanto, em Stephanidae, Ceraphronoidea, Proctotrupoidea, Cynipoidea e Chalcidoidea, ocorre raramente ou está completamente ausente. Em algumas subfamília de Formicidae, também, pode haver uma ausência da formação de um casulo na pupa.
Pupa: Quase sempre adéctica (ou seja, imóvel) e usualmente exarada (ou seja, com as pernas livres, descoladas do restante do corpo).

## Alimentação
Os himenópteros apresentam uma grande variedade de hábitos alimentares, devido a diversidade da ordem. Em relação ao modo de vida e alimentação das suas larvas, a grande maioria dos insetos himenópteros pode ser colocada em três grandes categorias: herbívoros, parasitóides e predadores.
As larvas dos grupos mais basais de Hymenoptera, como os Tenthredinoidea, são em sua grande maioria fitófagas e se alimentam de tecido vegetal de plantas vasculares, principalmente ramos e folhas novas de coníferas e de angiospermas, por exemplo. Os ovos são postos dentro do tecido da planta e, após a eclosão, as larvas exibem alimentação exofítica, permanecendo sobre a planta hospedeira durante todo o seu desenvolvimento. Como em muitos grupos de Lepidoptera com larvas fitófagas exofíticas, as larvas precisam consumir uma grande quantidade de tecido vegetal para completarem seu desenvolvimento, com grande produção de resíduos que são eliminados continuamente como excrementos. Ao terminar o período de alimentação, as larvas maduras, em geral, descem, ou caem, da planta hospedeira e enterram-se no solo, onde tecem casulos para empupar.
Durante o período de alimentação, as larvas podem exibir comportamento solitário, em que cada larva permanece isolada de outras da mesma espécie, ou podem se comportar de modo agregado permanecendo juntas sobre a planta hospedeira, alimentando-se e movendo-se sempre de forma agrupada orquestrada. Em alguns grupos, como em Argidae, algumas espécies exibem comportamentos mais complexos e as fêmeas passam a cuidar dos imaturos, tanto guardando os ovos quanto as larvas jovens. Além disso, as larvas maduras de algumas dessas espécies podem permanecer agregadas e tecer casulos em grupo, formando um aglomerado sobre o tronco das árvores hospedeiras.
Os grupos como Siricidae e Xiphydriidae, incluídos entre as linhagens mais basais, também possuem larvas que se alimentam de tecido vegetal, as fêmeas fazem postura dentro da madeira de árvores, tanto de coníferas quanto angiospermas, em geral dando preferência para ramos e troncos quase mortos ou com morte recente. Durante a postura, as fêmeas inoculam a madeira com um fungo simbiótico (transportado dentro da bolsa abdominal, um par delas) cujo desenvolvimento contribui para a digestão e morte (nos que se encontravam quase mortos) do tecido vegetal. As larvas são consideradas xilófagas e alimentam-se da madeira atacada pelo fungo, utilizando as enzimas secretadas por ele para digerir os fragmentos de madeira. Em alguns estudos também foi sugerido que as larvas se alimentam diretamente do micélio do fungo. Terminado o período de alimentação (logo após), que pode durar mais de um ano, as larvas empupam dentro das próprias galerias na madeira.
Embora os himenópteros tenham se originado de uma linhagem ancestral com hábito herbívoro, cuja biologia ainda permanece pouco modificada nos grupos basais, a ordem é bem conhecida pelo comportamento como parasita da grande maioria das espécies. Nestas, as fêmeas, conhecidas como vespas parasitoides, põem seus ovos em outros artrópodes, que normalmente foram anestesiados no processo de captura, e destes ovos saem larvas resultantes que consomem os hospedeiros vivos, quase sempre os levando à morte durante o desenvolvimento. Sendo denominadas parasitóides, uma vez que se comportam tecnicamente como predadores no sentido clássico, pois consomem apenas um único indivíduo como hospedeiro, do qual dependem para completar seu desenvolmento, como parasitas.
Esses himenópteros parasitóides têm sido classificados como ectoparasitóides e endoparasitoides. Nos ectoparasitóides, os ovos são postos sobre o hospedeiro e as larvas permanecem exteriorizadas durante todo o processo de desenvolvimento. Nos primeiros ínstares, as larvas se alimentam apenas de líquidos, principalmente da hemolinfa do hospedeiro, sugados por uma pequena abertura feita no tegumento (pele mais frágil) de seu hospedeiro usando suas próprias mandíbulas. Mais tarde no desenvolvimento, as larvas se tornam mais ativas e a penetrar com a região anterior do corpo dentro do hospedeiro, passando a consumir todos os tecidos internos, deixando-o em geral com apenas pouco mais que o exoesqueleto. A larva madura tece seu casulo e normalmente empupa no mesmo local onde se encontrava o hospedeiro, muitas vezes dentro do exoesqueleto do mesmo.
No caso dos endoparasitoides, os ovos são inseridos pelas fêmeas, com auxílio do ovipositor, diretamente dentro do corpo do hospedeiro e as larvas, após sua emergência, permanecem em geral no primeiro ínstar até completar o desenvolvimento do hospedeiro, quando começam a se alimentar e retomam seu desenvolvimento. Durante todo o período de alimentação, a larva pode permanecer dentro do hospedeiro ou sair e completar a alimentação externamente nas fases finais. O local de empupação pode se apresentar de formas diversificadas entre os endoparasitoides, podendo ocorrer dentro do corpo (do que sobrou dele) ou no casulo do hospedeiro ou então ocorrer externamente, com as larvas saindo pela parede do corpo do hospedeiro e tecendo um casulo, em geral sobre ou próximo aos restos de seu hospedeiro.
Apesar da maioria dos parasitóides serem solitários, ou seja, uma única larva se desenvolvendo em cada indivíduo hospedeiro, alguns grupos possuem desenvolvimentos agrupados. Nesse caso, duas ou mais larvas utilizam o mesmo hospedeiro para seu desenvolvimento. O parasitismo agrupado ou coletivo pode ocorrer por meio de oviposições múltiplas, quando vários ovos são postos em um único indivíduo hospedeiro, ou por poliembrionia, quando um único ovo, ao invés de se desenvolver diretamente em apenas um embrião, se divide múltiplas vezes, formando um grande número de células separadas, as quais se desenvolvem em um único embrião. Poliembrionia é conhecida em Braconidae, Dryinidae, Platygastridae e Encyrtidae. Em Hymenoptera, são conhecidos também hiperparasitóides, que são aqueles cujas larvas se desenvolvem sobre outros parasitóides. E estes por sua vez, podem ser classificados como primários, secundários e terciários, dependendo do grau de associação.
Os himenópteros que se comportam tipicamente como predadores são os Aculeata. Ele apresentam o comportamento de ectoparasitoide idiobionte como parte do seu plano-básico, porém, diferentemente de outros grupos de Apocrita, as fêmeas têm que se deslocar diretamente até o hospedeiro para paralisá-lo e fazer a postura. Na sua forma mais simplificada, quando uma única presa é usada para alimentar uma larva, um aculeado predador difere de um ectoparasitoide idiobionte apenas pelo fato de relocar o hospedeiro, retirando-o do local onde se encontrava originalmente e ocultando-o em um novo local, sendo esses locais os próprios ninhos construídos pelas fêmeas, que geralmente possuem comportamentos solitários. No entanto, existem himenópteros que formam colônia, ou seja, um grupo de fêmeas que compartilham o mesmo ninho e realizam divisões de tarefas (indivíduos eussociais), como em alguns de Apidae, Vespidae e em praticamente todos de Formicidae. Várias formas de parasitismo social surgiram entre esses himenópteros sociais, principalmente em Formicidae, incluindo espécies cleptobiontes sociais obrigatórias, ou seja: que depender de invadir as colônias de outras espécies para roubar o alimento armazenado.
Dentro da subordem Apocrita, houve vários casos de reversão a uma dieta larva herbívora, com desenvolvimento de fitofagia secundária, incluindo cecidogenia, parasitismo e predação de sementes, consumo de pólen e fungivoria. A cecidogenia ,ou seja, postura em tecido vegetal acompanhada da formação de galhas, com as larvas se alimentando do tecido formado no interior dessa estrutura, é encontrada em Braconidae, Cynipidae e várias famílias de Chalcidoidea (Agaonidae, Eulophidae, Eurytomidae, Pteromalidae, Tanaostigmatidae e Torymidae). Parasitismo de sementes é conhecido em Braconidae e Chalcidoidea (Eurytomidae e Torymidae), enquanto predação de sementes em Formicidae. A coleta de pólen para alimentação das larvas evoluiu independentemente na linhagem que deu origem aos Apidae e na subfamília Massarinae, em Vespidae. O cultivo de fungos e fungivoria como dieta larval ocorre em Attini, de Formicidae.
Muitas formas de comportamento cleptoparasita são conhecidas entre os Hymenoptera. O termo cleptoparasitismo é aplicado para os casos em que o parasita usurpa o trabalho efetuado pelo hospedeiro na preparação do alimento das larvas, adotando a mesma dieta do hospedeiro. Situação que, dependendo do modo de vida do hospedeiro, pode levá-lo à morte.

## Características diagnósticas
Os melhores caracteres diagnósticos são aqueles únicos para o grupo e presentes em todos os seus membros. Apenas uns poucos caracteres morfológicos atendem a esses dois requisitos, dado o enorme número de espécies e sua extrema variedade morfológica:
- As peças bucais têm mandíbulas e as seções basais do lábio e maxila estão unidas lado a lado, com uma dobra transversa perto do terço mais basal. Desse modo, forma-se o complexo maxilar-labial com o formato do número 7, que pode ser dobrado para trás ou estendido para a frente por ação muscular.
- Embora difícil disto ser observado, o lábio está ligado apenas pelos lados à maxila, e não diretamente à cabeça, como é comum em outros insetos mandibulados.
- Na base das pernas, pode-se notar uma subdivisão do segmento chamado de trocânter: o trocantelo, que é considerado por alguns autores como um segmento à parte. Esta subdivisão ou segmento pode ser bastante móvel em alguns grupos de vespas.
- Quatro asas membranosas, sendo as posteriores menores que as anteriores; as asas membranas não são recobertas por escamas (como em borboletas), mas são mais frequentemente hialinas e com venação simplificada. A base da asa anterior é coberta por um pequeno segmento como uma escama arredondada chamado de tégula, e geralmente apresenta uma área esclerotizada triangular ou subcircular na margem anterior, aproximadamente na metade do comprimento, chamado de pteroestigma. Esse caráter está ausente em espécies  pequenas com nervação alar muito reduzida.
- A margem anterior das asas posteriores abriga pequenos ganchos alinhados, chamados hâmulos, que engancham-se em uma faixa esclerotizada em forma de canaleta (prega frenal) da margem posterior da asa anterior. Durante o voo, os hâmulos fazem o acoplamento das duas asas, que assim batem em conjunto como um único aerofólio. Os hâmulos estão, obviamente, ausentes onde quer que as asas estejam reduzidas ou ausentes, como nas operárias de formigas  ou nas vespas da família Mutillidae. Ainda assim, em geral, os hâmulos são o caráter mais diagnóstico e fácil de observar em Hymenoptera.
- O ovipositor, composto por dois pares de valvas, é articulado na base e tem dois pares de músculos que permitem que seja usado para perfuração vertical. Quando não está em uso, o ovipositor fica abrigado em bainhas pela ação de músculos opositores. No entanto, a maioria dos Platygastroidea e os Pelecinidae perderam esta flexibilidade.
- Todos os Hymenoptera são diplobiontes, ou seja, a determinação do sexo do indivíduo é haplodiploide, de acordo o número de cópias do genoma e cromossomos que o embrião recebe (vide abaixo, em Determinação do Sexo e seleção de parentesco).

Abaixo, alguns outros caracteres mais práticos para identificação de himenópteros adultos em campo ou laboratório. Esses caracteres, no entanto, não são em absoluto completamente confiáveis, porque podem ser compartilhados por diversas ordens de outros insetos, ou não estão presentes em todos os Hymenoptera. Esses caracteres devem ser utilizados em conjunto, ou seja, nenhum deles, isoladamente, serve como prova de que um dado espécime é um himenóptero:
- Primeiro segmento abdominal fundido ao tórax (formando o propódeo), formando uma interconexão móvel entre os segmentos abdominais 1 e 2.
- Geralmente (90% dos casos), o abdome aparente (metassoma) é ligado ao tórax aparente (o mesossoma) por uma conexão muito estreita (formando uma "cintura de vespa").

## Determinação do sexo e seleção de parentesco
Entre os himenópteros, a determinação do sexo é feita pelo número de conjuntos de cromossomos que um indivíduo recebe. Os óvulos fertilizados possuem dois conjuntos de cromossomos, cujos indivíduos irão desenvolver-se em fêmeas diploides; e os ovos não fertilizados recebem apenas um conjunto (da mãe), cujos indivíduos irão desenvolver-se em machos haploides. Este fenômeno é chamado de partenogênese. Entretanto, o mecanismo de determinação do sexo por meio da partenogênese é muito mais complexo, não envolvendo apenas o número de cromossomos. Em muitos himenópteros, o sexo é determinado por um único locus gênico com muitos alelos. Nestas espécies, os machos são haploides e as fêmeas são diploides heterozigotas no loco sexual, mas ocasionalmente um macho será diploide homozigoto no loco sexual. Isso provavelmente ocorrerá com indivíduos cujos pais são irmãos ou que sejam parentes próximos. Os machos diploides são conhecidos em muitas espécies de formigas, abelhas e vespas.
Esse sistema peculiar de determinação do sexo leva a um fenômeno evolutivo interessante, explicado pela Teoria da Seleção de Parentesco. Como os machos são haploides, passam para suas filhas a totalidade de seus genes, em um conjunto de cromossomos. As fêmeas transmitem às filhas um de seus dois conjuntos de cromossomos, ou seja, 1/2 dos seus genes. Deste modo, as fêmeas possuem 1/2 de genes em comum com as filhas, mas 3/4 da carga genética em comum com suas irmãs (metade 100% igual recebida do pai + metade 50% igual recebida da mãe - média aritmética = 3/4). Assim, a cooperação entre as irmãs torna-se extremamente vantajosa; em muitos casos é mais valioso para a fêmea ficar no ninho e ajudar a mãe a criar novas irmãs (com 3/4 de parentesco), do que sair da colônia para ter suas próprias crias (com 1/2 de parentesco). Assim, diversos níveis de socialidade evoluíram de modo independente, cerca de onze vezes entre os Hymenoptera, com vários grupos formando colônias que chegam a milhares ou até milhões de indivíduos. A forma mais extrema de organização é a eusocialidade, presente em algumas abelhas e vespas, e em praticamente todas as formigas.

## Importância Ecológica e Econômica dos Hymenoptera

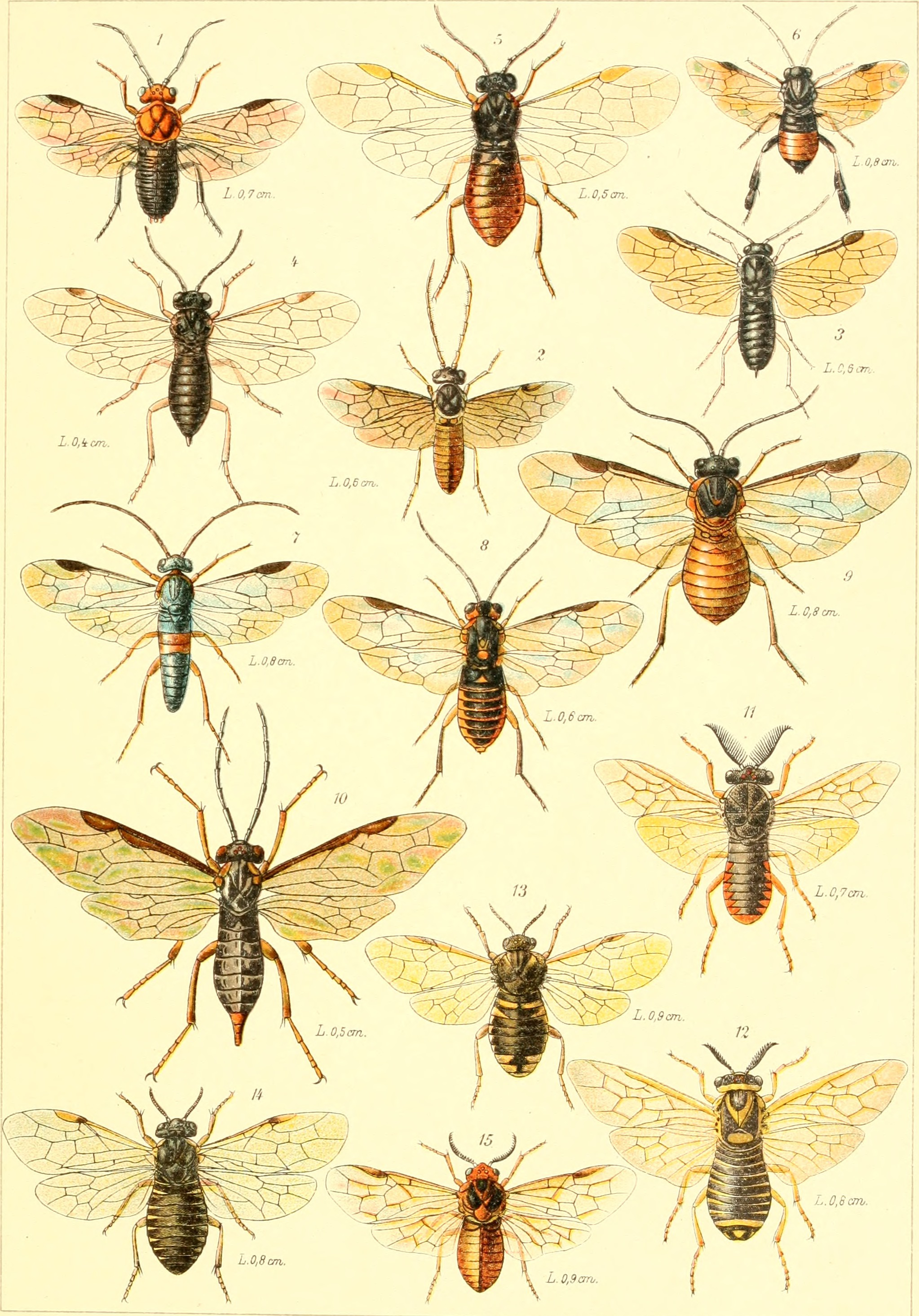
Insetos himenópteros da Europa Central, principalmente da Alemanha.

Do ponto de vista humano, a ordem Hymenoptera é provavelmente a mais benéfica de toda a classe dos insetos . As abelhas são os mais importantes agentes polinizadores da natureza, fundamentais para a existência de milhares de espécies vegetais, muitas delas importantes para o homem. As abelhas são ainda exploradas para produção de mel, ainda um produto importante e, até tempos recentes em algumas regiões do globo, a única fonte de açúcar em alimentos.
As formigas constituem grande parte da biomassa de ecossistemas naturais; de fato, em florestas tropicais, o peso das formigas em conjunto é quatro vezes maior do que o de todos os vertebrados terrestres (mamíferos, aves, répteis e anfíbios) juntos (Wilson, 1990). São agentes ambientais da maior importância, fundamentais na reciclagem de nutrientes, controle de espécies nocivas e revolvimento do solo.
As vespas parasitoides são fundamentais no controle de insetos fitófagos, que de outro modo seriam capazes de promover a extinção da maioria das espécies vegetais. As larvas de parasitoides atacam e matam ovos, larvas ou adultos de outros insetos. O grupo é onipresente, e hoje é senso comum assumir que exista pelo menos uma espécie de parasitoide para cada espécie de inseto herbívoro. Além disso, as interações biológicas dentro das comunidades de parasitoides parecem ser mais estáveis do que aquelas envolvendo predadores, de modo que o equilíbrio ecológico e manutenção da diversidade que essas comunidades promovem são mais estáveis do que as relações envolvendo predação (La Salle & Gauld, 1992, 1993). Muitos parasitoides atacam e controlam pragas importantes na agricultura, e são largamente utilizados em programas de controle biológico.
Insetos parasitoides atuam também como indicadores especiais, porque são representativos da diversidade de seus hospedeiros, que constituem grande parte da diversidade de artrópodes de qualquer área. Assim, o estudo da diversidade de himenópteros parasitoides permite inferir a diversidade de artrópodes de um amplo espectro de nichos. Também foi demonstrado que himenópteros parasitoides são sensíveis a perturbações ecológicas, em especial pesticidas, de modo que a flutuação nas populações de parasitoides é observada bem antes da de seus hospedeiros (LaSalle 1993). Essa sensibilidade faz desse grupo candidatos ideais para estudos de conservação.
Vários Hymenoptera também são importantes pragas na agricultura. Por exemplo, algumas vespas da antiga sub-ordem "Symphyta" (ver abaixo) são pragas de coníferas no hemisfério norte, e diversas espécies de formigas causam prejuízos da ordem de milhões de dólares para a agricultura. Esses problemas são agravados em casos de desequilíbrio ecológico, particularmente com a destruição de ecossistemas nativos e com a introdução de espécies exóticas.
Alguns Hymenoptera têm também importância médico-veterinária: várias vespas, abelhas e formigas possuem toxinas potentes que podem causar acidentes graves, particularmente em pessoas com hipersensibilidade (alergia). Em contrapartida, essas toxinas também podem ser utilizadas na fabricação de remédios; de fato, o veneno de várias abelhas é importante no combate ao reumatismo. Devido à sua importância para a pesquisa, tais venenos podem alcançar preços vertiginosos, por exemplo, passando de 1000 reais por um miligrama do veneno de Polistes apachus ou poucos miligramas de extrato seco de Solenopsis invicta .

## Evolução, Filogenia e Classificação
Os primeiros registros fósseis para Hymenoptera datam do período Triássico, da família Xyelidae, da Ásia Central, África do Sul e Austrália. Os Xyelidae se diversificaram durante o Jurássico Inferior, se tornando o grupo dominante de Hymenoptera neste período. mais tarde, a maioria das linhagens dos outros grandes grupos, como os Ichneumonoidea e os Aculeata (himenópteros com ferrão), surgiram durante o Cretáceo.
Os Hymenoptera são desde muito tempo reconhecidos como um grupo taxonômico natural, sendo que os recentes avanços em taxonomia usando técnicas cladísticas morfológicas e moleculares não mudaram este paradigma. As relações de parentesco de Hymenoptera com as demais linhagens de insetos holometábolos, no entanto, têm sido difíceis de se determinar conclusivamente. Tradicionalmente, os Hymenoptera são considerados como um grupo-irmão das linhagens de endopterigotos, ou como um grupo-irmão de linhagens de Panorpida (ou Mecopterida, que incluía Diptera, Siphonaptera, Trichoptera e Lepidoptera, e talvez Strepsiptera) . Diferentes estudos moleculares deram suporte a ambas hipóteses, mas análises mais recentes favoreceram à primeira.
Internamente, a classificação das diferentes linhagens de Hymenoptera tem mudado bastante com o uso de técnicas cladísticas, demonstrando que vários grupos antes reconhecidos como naturais são, na realidade, parafiléticos ou polifiléticos (e.g. Symphyta e Parasitica). Estes nomes continuam muitas vezes sendo utilizados por conveniência, mas haja visto que a antiga subordem "Symphyta" perdeu, então, validade como categoria taxonômica, sendo atualmente usada informalmente para designar aquelas famílias de himenópteros mais basais (que não apresentam contrição abdominal). Atualmente, há uma tendência em não enfatizar o uso de subordens em Hymenoptera (mesmo sendo Apocrita cum grupo monofilético), dando-se preferência a "grandes agrupamentos" de famílias representando a ordem. Por exemplo, já foi proposto o uso de grandes categorias taxonômicas como Ossuromorpha, Vespomorpha, Proctotrupomorpha, Evaniomorpha, etc, fiando-se, principalmente, no registro fóssil. Dado que a maioria das superfamílias tem se  consolidado como unidades taxonômicas durante as últimas análises, existe a proposta de alguns autores a apenas considerar a ordem dentro deste nível de classificação . 
Abaixo, é apresentada uma classificação tradicional, atendo-se por praticidade aos dois grandes grupos artificiais anteriormente tidos como subordens.

## Subordem (informal) "Symphyta"
Symphyta já foi considerada no passado uma subordem de Hymenoptera, mas hoje é apenas um agrupamento parafilético de diversas famílias das  vespas mais basais (ou seja, aquelas apresentando características mais ancestrais) em relação à autêntica subordem Apocrita. Os mais antigos espécimes fósseis de "Symphyta" já encontrados datam do período Triássico, ou seja, de há cerca de 200 milhões de anos. As vespas deste grupo apresentam os principais caracteres considerados como ancestrais nesta ordem de insetos: hábito alimentar fitófago, asas com muitas nervuras (ditas na ordem como "com venação completa"), abdomen ainda aderente ao tóra, não peciolado e apresentando todos os segmentos abdominais similares entre si. 
A maioria dos "Symphyta" são vespas com o corpo robusto mas pouco esclerotizado (ou seja, com exoesqueleto mais frágil), que voam devagar. O ovipositor das fêmeas na maioria das espécies é usado para perfurar tecidos vegetals, sendo achatado lateralmente como uma serra. As larvas da maioria das espécies, a exemplo das conhecidas mata-porcos do gênero Perreyia, se parecem com as lagartas, por apresentarem pernas, olhos e antenas e alimentarem-se ativamente de folhagem. Os himenópteros da subordem informal "Symphyta" são relativamente poucas espécies (cerca de 7% do total da ordem). O grupo não possui nome popular em português. Em inglês, membros da sub-ordem são coletivamente conhecidos como "sawflies" (traduzindo literalmente, "moscas-serra" mas há registros do nome "vespas-serras", em uso), fazendo alusão ao formato do ovipositor que se assemelha a uma espada.
Super-famílias que compõem o grupo Symphyta:
- Xyeloidea
- Pamphilioidea
- Xyphydrioidea
- Megalodontoidea
- Siricoidea
- Orussoidea
- Cephoidea
- Tenthredinoidea

## Subordem Apocrita
Em oposição às vespas-da-madeira e afins, consideradas mais basais informalmente agrupadas na antiga subordem "Symphyta", a maioria dos insetos himenópteros agrupam-se na autêntica subordem Apocrita, que abrange as vespas, abelhas e formigas. Neste grupo, o primeiro segmento abdominal fundiu-se indissociavelmente ao tórax, passando a ser denominado de propódeo. Este conjunto tórax + propódeo é então chamado nesta ordem de insetos de mesossoma, representando o tórax aparente. Nos himenópteros apócritos, o propódeo conecta-se ao restante do abdome de forma bem articulada e móvel, por meio de uma "cintura-de-vespa" formada pelo segundo segmento abdominal, que passa a ser denominada de pecíolo, e o restante dos segmentos abdominais após o pecíolo, contendo a maior parte dos órgãos do animal, passa a ser chamado de gáster. Em suma, este conjunto móvel do pecíolo + gáster formam o "abdome aparente", ou metassoma. 
Os Apocrita constituem um autêntico grupo natural (dito, evolutivamente monofilético), abrangndo atualmente mais de 90% das espécies conhecidas de Hymenoptera. Os primeiros Apocrita já adquiriram evolutivamente o hábito parasitoide, que parece ser intrinsicamente sustentado por esta mobilidade avantajada do gáster em relação ao mesossoma, de forma que libera o animal a desenvolver hábitos complexos tanto de inoculação acelerada de ovos em hospedeiros móveis pelas fêmeas, como de cópula rápida de fêmeas recém-emergidas por conta dos indivíduos machos.  Secundariamente, o hábito de vida parasita ou parasitoide foi mantido na maioria das linhagens na subfamília, ou cerca de 75% das espécies, visto que grandes linhagens mais recentes migraram para hábitos fitófagos ou mesmo hábitos de vida mais predadores e onívoros ligados aos emergentes modos de vida social. 
Dentro da subordem Apocrita, tradicionalmente separavam-se as linhagens em duas infraordens: "Parasitica" e Aculeata, em que a primeira compreendia as linhagens que mantinham hábitos de vida predominantemente parasitoides e eram normalmente incapazes de ferroar seres humanos, e a segunda compreendia as mais conhecidas vespas, abelhas e formigas que conseguem ferroar os seres humanos, pois nestas linhagens o ovipositor das fêmeas foi modificado em um agulhão pontudo usado principalmente como arma de defesa: o ferrão. O uso da infraordem "Parasitica" foi abandonado como um táxon formal, uma vez que foi demonstrado um agrupamento artificial de famílias (isto é, trata-se de um grupo parafilético), mas é ainda um termo bem comum de ser encontrado na literatura sobre insetos himenópteros, pela praticidade de referir-se a um conjunto bem grande e relativamente bem delimitado de famílias de vespas que retém a função reprodutiva do ovipositor, normalmente sobre hospedeiros vivos para completarem seus ciclos de vida. Por outro lado, Aculeata permanece bem aceito como um grupo monofilético, e assim persiste oficialmente como uma infraordem abrangendo aquelas importantes linhagens de insetos himenópteros apócritos aculeados, que incluem as diferentes linhagens de himenópteros eusociais.
Abaixo, são listadas as famílias desta subordem, ainda adotando-se a subdivisão entre as infraordens "Parasitica" e Aculeata:

Morfologia de uma formiga operária

- Super-famílias:
- Ichneumonoidea
  - Braconidae
  - Ichneumonidae
- Cynipoidea
  - Figitidae
- Chalcidoidea
- Ceraphronoidea
  - Ceraphronidae
  - Megaspilidae
- Evanioidea
  - Aulacidae
  - Evaniidae (vespa-bandeira)
  - Gasteruptiidae
- Protoctrupoidea
  - Diapriidae
  - Monomachidae
  - Pelecinidae
  - Proctotrupidae
- Platygastroidea
  - Platygastridae
- Chrysidoidea
  - Bethylidae
  - Chrysididae
  - Dryinidae
  - Embolemidae
  - Plumariidae
  - Scolebhytidae
  - Sclerogibbidae
- Sphecoidea (por exemplo: Sphex)
- Apoidea (abelhas)
- Vespoidea
  - Vespidae (vespas)
  - Formicidae (formigas)
  - Outras famílias

## Literatura básica sobre Hymenoptera
Abaixo, estão listadas as principais obras de referência sobre Hymenoptera, compiladas principalmente a partir de Fernández & Sharkey (2006). Há uma relativa escassez de obras gerais tratando da ordem como um todo. Nesse sentido, os livros recentes de Hanson & Gauld (2006) e Fernández & Sharkey (op. cit.), focados na região Neotropical, representam grandes avanços; os dois livros tratam da ordem como um todo, apresentam chaves para as superfamílias, famílias e subfamílias (em alguns casos, até gênero), bem como um resumo da biologia, filogenia e importância econômica de cada família.
Chaves: A principal referência para as famílias em nível mundial é Goulet & Huber (1993), acompanhado de morfologia, glossário e abundantes ilustrações; este trabalho é atualizado e adaptado para a Região Neotropical em Hanson & Gauld e Fernández & Sharkey (op. cit.). Hanson & Gauld (1995) oferecem um tratamento da fauna da Costa Rica, largamente aplicável para toda a Região Neotropical ou pelo menos América Central. Costa Lima (1960, 1962) apresenta chaves para os grupos de Hymenoptera do Brasil (já parcialmente defasada em relação à classificação atual) e Delvare & Aberlenc (1989), para os grupos da África e América do Sul.
Biologia: Aspectos da biologia podem ser encontrados em Austin & Dowton (2000), Berland & Bernard (1951a, 1951b), Triplehorn & Johnson (2005), Brown (1982), Clausen (1940), Costa Lima (1960, 1962), Daly et al. (1978), Gauld & Bolton (1988), Hanson & Gauld (1995), Hölldobler & Wilson (1997), Malyshev (1968), Naumann (1992), Quicke (1997), Richard & Davies (1977) e Ross et al. (1982).
Filogenia: Os pontos de partida são Königsmann 1976, 1977, 1978a, 1978b) e Rasnitsyn (1980, 1988). Algumas outras referências são Brothers (1975, 1999), Brothers & Carpenter (1993), Carpenter (1999), Ronquist et al. (1999), Vilhelmsen (2001) e Schulmeister et al. (2002). Sharkey (2007) fornece um resumo geral dos trabalhos com filogenia de Hymenoptera.
Conservação: Gauld et al. (1990) dão as bases da importância da ordem e abordam o tema da conservação.
Biodiversidade: LaSalle & Gauld (1992, 1993) oferecem aspectos sobre a diversidade biológica nos grupos de Hymenoptera.
Catálogos: Existe grande escassez de catálogos e checklists para toda a ordem. Dalla Torre (1892, 1902) é o único catálogo apresentado em nível mundial. Pagliano & Scaramozino (1990) publicaram um checklist dos quase 17 000 gêneros e subgêneros do mundo todo. Catálogos para regiões ou países incluem Krombein et al. (1979), para a América do Norte, Wu (1941) para a China e Ceballos (1956) para a Espanha.